# Kid Nichols
Pour les articles homonymes, voir Charles Nichols et Nichols.
Charles Augustus Nichols (14 septembre 1869 à Madison dans le Wisconsin - 11 avril 1953) était un joueur de baseball américain. Il a joué dans les Ligues majeures de baseball entre 1890 et 1906. Il a commencé sa carrière avec les Beaneaters de Boston. Il y est resté entre 1890 et 1901, accumulant 319 victoires en 12 saisons pour 196 défaites. Après deux ans sans jouer dans les ligues majeures, il fut acquis par les Cardinals de Saint-Louis en 1902 avec qui il a gagné 22 parties pour 18 défaites. La fin de carrière fut avec les Phillies de Philadelphie en 1905 et 1906, avec qui il a gagné 10 parties pour 7 perdues. 
À la fin de carrière il avait 361 victoires pour 208 défaites, 531 parties complètes et 48 blanchissages. Il fut intronisé au temple de la renommée du baseball en 1949. Nichols détient le record pour le plus grand nombre de saisons avec au moins 30 victories (1891-1894, 1896-1898)